# Warvillers
Warvillers is een gemeente in het Franse departement Somme (regio Hauts-de-France) en telt 118 inwoners (2005). De plaats maakt deel uit van het arrondissement Montdidier.

## Geografie
De oppervlakte van Warvillers bedraagt 4,1 km², de bevolkingsdichtheid is 28,8 inwoners per km².
De onderstaande kaart toont de ligging van Warvillers met de belangrijkste infrastructuur en aangrenzende gemeenten.

## Demografie
Onderstaande figuur toont het verloop van het inwonertal (bron: INSEE-tellingen).

## Externe links

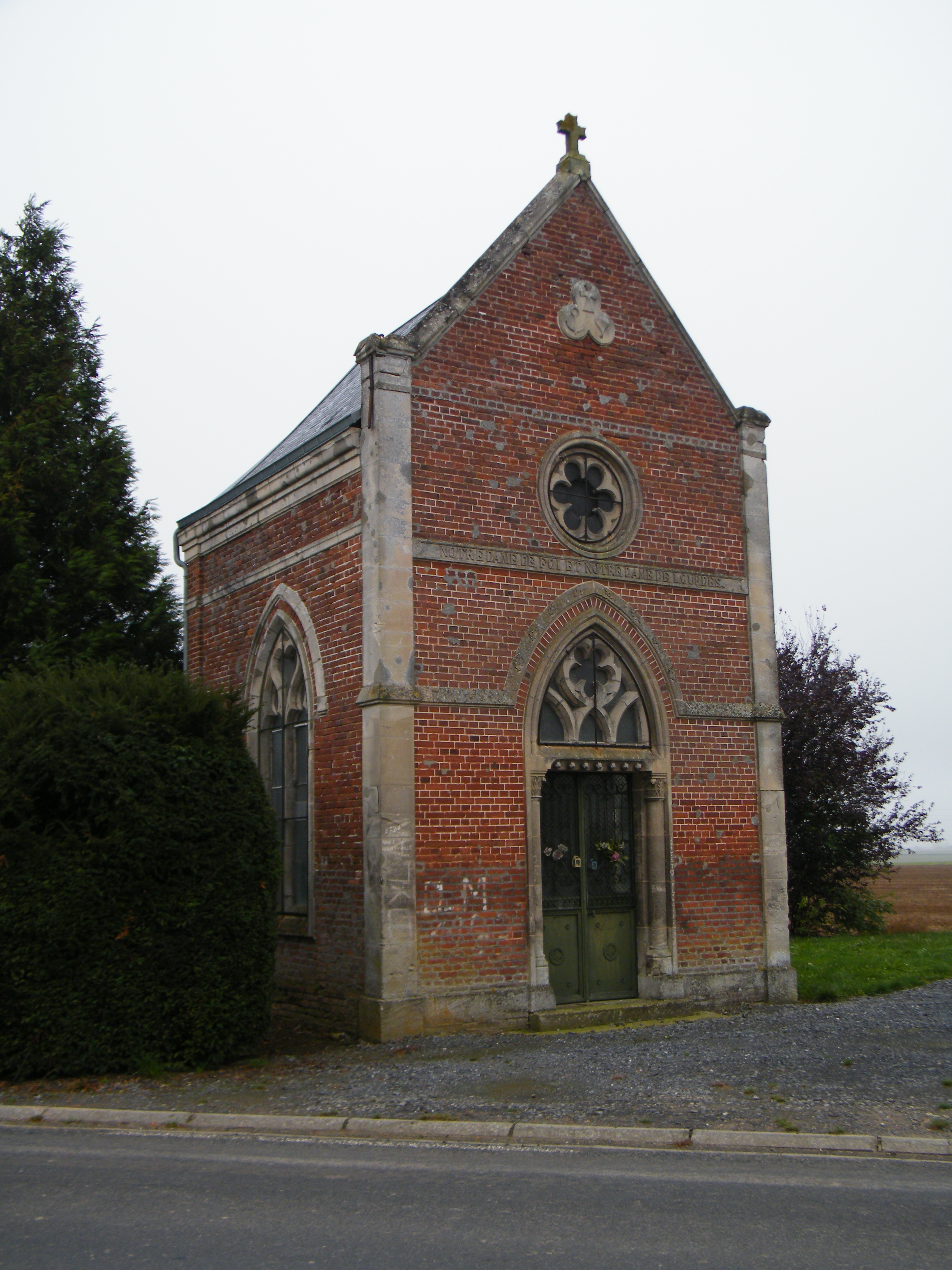
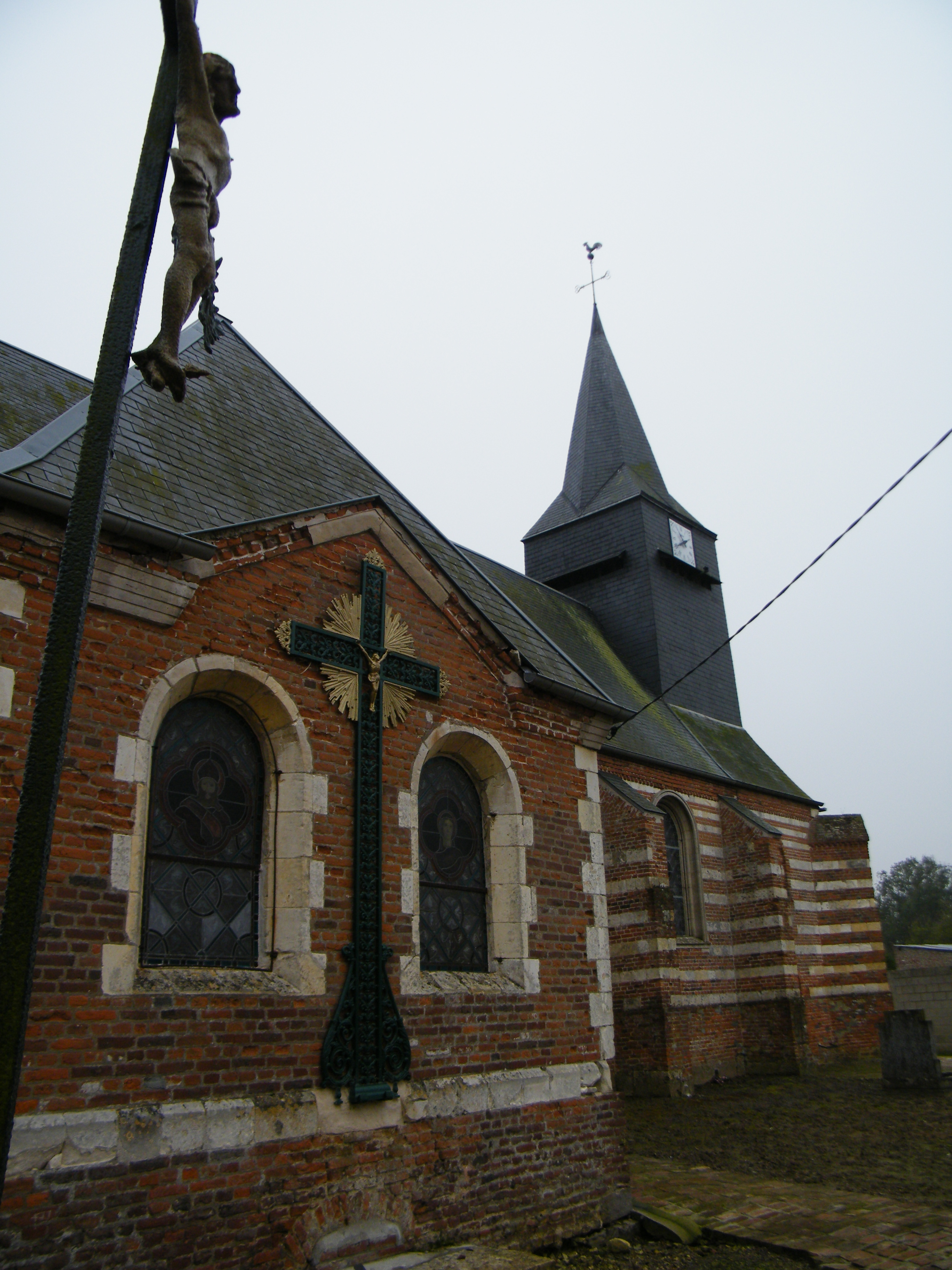
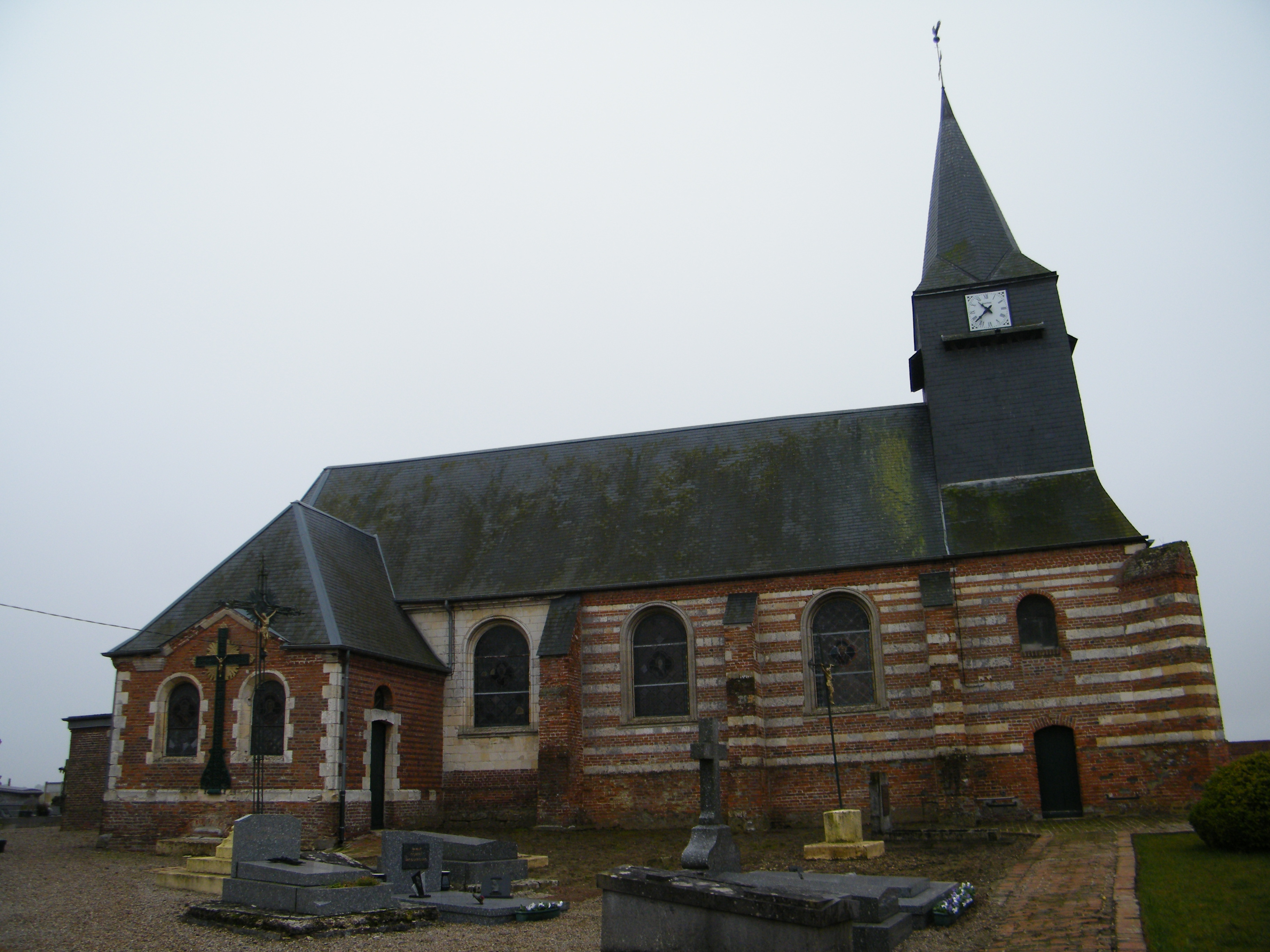